# Anthea Turner
Anthea Millicent Turner (ur. 25 maja 1960 w Stoke-on-Trent) – angielska prezenterka telewizyjna, dziennikarka i pisarka.

## Życiorys
Telewizyjną karierę Turner zapoczątkowała w brytyjskim Sky Channel, gdzie w latach 1986-1989 prowadziła programy muzyczne na żywo. W krajowej telewizji BBC pojawiła się pierwszy raz w programie Up2U (1988). Emitowany w sobotnie poranki i przeznaczony głównie dla dzieci program okazał się porażką. Następnie pojawiła się gościnnie w grudniu 1990 w jednym odcinku brytyjskiego show muzycznego, Top of the Pops.
W 1992 roku prowadziła program dla dzieci Blue Peter, następnie – show muzyczne Totally Live na antenie Music Box, wyniki losowania gier liczbowych na BBC One, a także program podróżniczy Wish You Were Here...?. Wydała również dwa filmy video z ćwiczeniami aerobicznymi, które wyprodukował Grant Bovey.
Popularność Anthei Turner wzrosła, gdy zaczęła współpracę z telewizją GMTV (Good Morning Television). W tym okresie była w konflikcie z jednym z prezenterów stacji, Eamonnem Holmesem, który m.in. publicznie nadał jej obraźliwe przezwisko. Relacje między nimi były tak napięte, że Holmes zagroził GMTV odejściem, jeśli nie zwolnią Anthei. Telewizja zdecydowała się na zerwanie umowy z Turner.
Pod koniec lat 90. Anthea nawiązała romans z żonatym Grantem Boveyem. Związek ten miał negatywny wpływ na karierę Anthei. Seria powrotów Granta do byłej partnerki i walka Anthei o żonatego mężczyznę stały się tematem prasy brukowej. Grant i Anthea pobrali się w sierpniu 2000 roku. Ceremonia ślubna zakończyła się skandalem. Oburzenie wywołało zdjęcie, na którym para młoda je batonik Snowflake firmy Cadbury. Fotografia ukazała się w artykule poświęconym przyjęciu weselnemu w magazynie OK!, który rzekomo miał zapłacić Anthei i Grantowi prawie pół miliona funtów za możliwość publikacji materiału. Tabloidy mocno skrytykowały małżonków, oskarżano ich o sprzedanie się, całą sytuację okrzyknięto szczytem tandety. Bulwarowy dziennik The Sun nazwał zdjęcie z batonikiem najobrzydliwszym zdjęciem weselnym wszech czasów.
Po tym wydarzeniu kariera Anthei załamała się. Prezenterka przestała dostawać ciekawe propozycje. W 2001 roku pojawiła się w pierwszej edycji programu Big Brother dla celebrytów. W roku 2004 wzięła udział w reality show Hell’s Kitchen.
W lutym 2006 roku Anthea powróciła do telewizji programem The Perfect Housewife with Anthea Turner emitowanym na BBC Three. Nowa produkcja odniosła sukces, wyprodukowano trzy serie programu. Kolejny program, Help Me Anthea, I'm Infested, w którym uczyła jak radzić sobie z domowymi szkodnikami, nie osiągnął popularności i po trzech odcinkach zdjęto go z anteny.

## Życie prywatne
Dwukrotnie zamężna. Małżeństwo z Peterem Powellem trwało osiem lat (1990-1998). 23 sierpnia 2000 wyszła za mąż za Granta Boveya. Obecnie mieszka w Chiddingfold, w hrabstwie Surrey w południowej Anglii.
Jest dyslektyczką.

## Programy telewizyjne
| Rok     | Tytuł                                    | Stacja          | Info                              |
| ------- | ---------------------------------------- | --------------- | --------------------------------- |
| 1988-89 | Up2U                                     | BBC             | Program dla dzieci.               |
| 1992-94 | Blue Peter                               | BBC             | Program dla dzieci.               |
| 1993    | GMTV                                     | ITV             | Poranny program informacyjny.     |
| 1994    | Wish You Were Here...?                   | ITV             | Program podróżniczy.              |
| 1994    | The National Lottery                     | BBC             | Wyniki losowania gier liczbowych. |
| 1998    | The National Lottery Big Ticket          | BBC             | Wyniki losowania gier liczbowych. |
| 2000    | Your Kids Are in Charge                  | BBC One         | Teleturniej.                      |
| 2001    | Celebrity Big Brother                    | BBC             | Reality show.                     |
| 2002-03 | This Morning                             | ITV             | Talk show.                        |
| 2004    | 60 Minute Makeover                       | ITV             | Reality show.                     |
| 2006-07 | The Perfect Housewife with Anthea Turner | BBC             | Reality show.                     |
| 2007    | Cooking the Books                        | Talkback Thames | Teleturniej.                      |
| 2007    | Help Me Anthea, I'm Infested             | BBC             | Reality show.                     |

## Filmy
- 1993: Comic Relief: The Invasion of the Comic Tomatoes
- 2001: I Love Christmas
- 2007: Jackie Magazine: A Girl's Best Friend

## Książki
- 1996: Underneath the Underground
- 2000: Fools Rush In
- 2007: How To Be The Perfect Housewife
- 2008: How To Be The Perfect Housewife – Entertain in Style
- 2008: The Perfect Christmas

## VHS i DVD
- 1992: The Y Plan – Fat Breaker
- 1996: Anthea Turner – Body Basics
- 1998: Tone, Lift & Condition – The Inch Buster
- 2007: The Perfect Housewife – The Complete Series One
- 2007: The Perfect Housewife – The Complete Series Two
- 2008: The Perfect Housewife – Perfect Christmas